# José Guadalupe Rodríguez
José Guadalupe Rodríguez Favela (Durango, 30 de mayo de 1899-14 de mayo de 1929) fue un maestro rural, dirigente agrarista y Miembro del Comité Central del Partido Comunista Mexicano y tesorero de la Liga Nacional Campesina. Organizó el primer desfile del día del trabajo en Durango y fue pieza clave para sacar a los cristeros de esa misma ciudad durante la rebelión escobarista. No obstante su apoyo, fue asesinado por órdenes del general Plutarco Elías Calles.

## Biografía

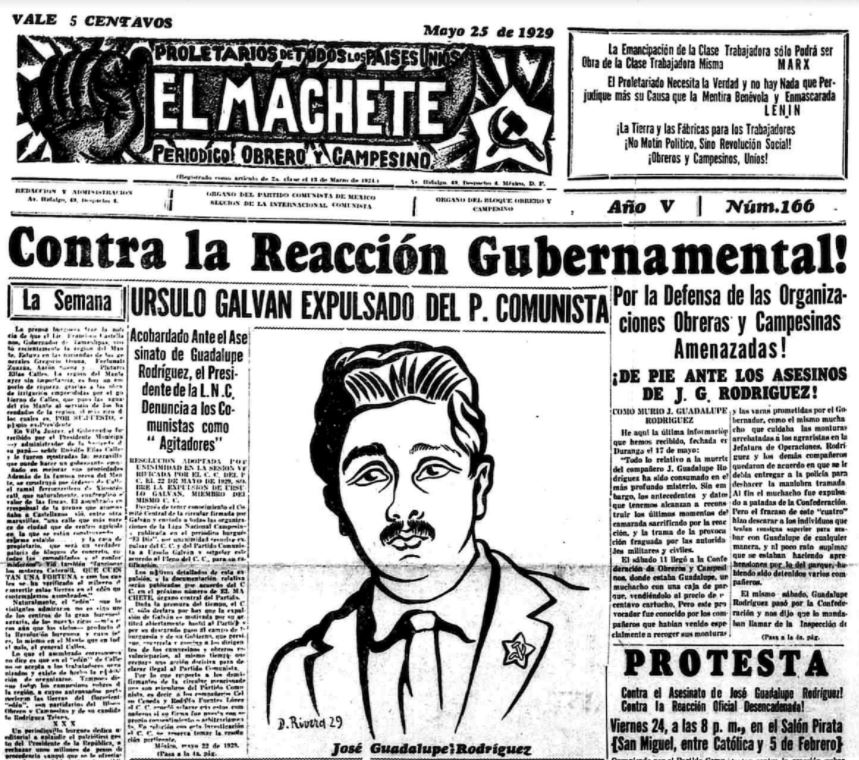
Portada de El Machete (25 de mayo de 1929) en la que se denuncia el asesinato de José Guadalupe Rodríguez

José Guadalupe Rodríguez nació en la Ciudad de Durango, hijo de Dionisio Rodríguez y María del Refugio Favela.
En 1920, siendo maestro rural se convirtió en líder agrario e integró al Comité Central del Partido Comunista Mexicano ocupando también después el puesto de tesorero de la Liga Nacional Campesina.
Participó múltiples encuentros comunistas en Europa, especialmente en Rusia. 
A fines de 1924 fue propuesto por el Partido Durangueño del Trabajo para contender por el cargo de Regidor del Ayuntamiento del municipio de Durango, el cual ganó y protestó por su puesto en el cabildo para el bienio de 1925 a 1926.
Fue el organizador del primer desfile del día del trabajo en el estado Durango. El acto se celebró "con banderas rojas, con la hoz, el martillo y la estrella roja de cinco puntas, y ante la presencia de trabajadores del campo y la ciudad, escandalizó a los conservadores y a los masones".
En 1929, por sus activismo en contra de los hacendados, se presionó al entonces gobernador de su estado, Alberto Terrones Benítez, para que se le detuviera bajo el pretexto de robo de ganado en el municipio de Mezquital. La orden se llevó a cabo y fue apresado junto con Joaquín Antuna y Sixto Fernández por el cargo de marcar al ganado con el símbolo comunista.
A mediados de marzo de 1929 estalló la rebelión escobarista y los cristeros eran aliados de esta rebelión. Los agraristas que los combatieron estaban bajo el mando de Joaquín Amaro a nivel nacional, y a nivel local, en la ciudad de Durango (tomada por los cristeros) se armó otra ofensiva, llamada Revolución Soviética Mexicana, la cual estaba a cargo de José Guadalupe Rodríguez, pieza clave para acabar con la rebelión.
A pesar de este apoyo fundamental, fue asesinado el 14 de mayo de ese año, por parte del General Manuel Madinaveitia Esquivel, Jefe de Operaciones de Durango, "sin formación de causa", argumentando haber recibido órdenes del general Plutarco Elías Calles, Secretario de Guerra, mediante un telegrama del 13 de mayo de ese año, en que decía: "Proceda sumariamente en contra de J. Guadalupe Rodríguez y coacusados por robo de cartuchos propiedad del Ejército Nacional".
Su muerte, provocó manifestaciones de protesta "en Washington, Buenos Aires, Ámsterdam, Estocolmo, Río de Janeiro, Hamburgo, Montevideo y Los Ángeles, California, por parte de organizaciones afiliadas a la Tercera Internacional Comunista". 
En la edición del 18 de mayo del periódico El Machete se daba la noticia del asesinato "de una de las figuras más emblemáticas del comunismo mexicano" con las siguientes palabras: “El camarada José Guadalupe Rodríguez asesinado en Durango por orden del general Plutarco Elías Calles”.